# Брезен (Німеччина)
Брезен (нім. Breesen) — громада в Німеччині, розташована в землі Мекленбург-Передня Померанія. Входить до складу району Мекленбургіше-Зенплатте. Складова частина об'єднання громад Трептовер-Толлензевінкель.
Площа — 24,57 км2. Населення становить 518 ос. (станом на 31 грудня 2020).